# Gabriele Lackner-Strauss
Gabriele Lackner-Strauss (* 12. Februar 1953 in Freistadt) ist eine österreichische Politikerin (ÖVP). Ab 2003 war sie Abgeordnete zum Oberösterreichischen Landtag.

## Leben
Nach Volks- und Hauptschule absolvierte sie die einjährige Frauenfachschule und machte anschließend eine Fotografenlehre mit Gesellen- und Meisterprüfung. Die Fotografin ist im Innungsausschuss der Fotografen Oberösterreichs und Bezirksobfrau der Wirtschaftskammer und des Wirtschaftsbundes Freistadt. Hätte sie nicht das Fotogeschäft von ihrer Mutter übernommen, wäre sie allerdings Tierärztin geworden. Des Weiteren ist sie Obfrau des EUREGIO Regionalmanagements Mühlviertel und Vizepräsidentin der Arbeitsgemeinschaft Europäischer Grenzregionen – AGEG.
Die Kommerzialrätin wurde mit 23. Oktober 2003 in den OÖ Landtag gewählt. Dort ist sie Mitglied in folgenden Ausschüssen: für volkswirtschaftliche Angelegenheiten; für Verkehrsangelegenheiten; für Frauenangelegenheiten und für EU-Angelegenheiten.
Privat interessiert sie sich für Kunstgeschichte und Archäologie. Lackner-Strauss liebt es zu reisen, liest gerne und spielt Klavier. Sie war lange aktive Military-Reiterin und widmet heute ihren Araberpferden auf der Koppel viel Zeit.
Mit 18. September 2019 legte sie ihr Mandat zurück, als Landtagsabgeordneter folgte ihr Anton Froschauer nach. Als Bezirksobmann der Wirtschaftskammer Freistadt folgte ihr mit Anfang Dezember 2019 Christian Naderer nach. Als ÖVP-Bezirksparteiobmann im Bezirk Freistadt soll ihr der Tragweiner Bürgermeister Josef Naderer nachfolgen.
Die Mutter eines Sohnes ist Fotografen-Meisterin und wohnt in Freistadt.

## Auszeichnungen
- 2022: Goldenes Ehrenzeichen des Landes Oberösterreich[5]
- 2023: Julius-Raab-Medaille[6]